# Підмайстер
Підмайстер — у середньовічних цехах ремісник, який не мав власної майстерні і працював за наймом у повноправного члена цеху — майстра. У структурі цеху займав місце між учнем і майстром.
Зі зникненням цехового виробництва у деяких країнах термін використовується для певних посад. Так в Австрії підмайстер (Gehilfen) (помічник майстра) — це молодий фахівець (випускник професійної школи), який проходить стажування на підприємстві для подальшої роботи на посаду майстра виробничого навчання.

## Отримання статусу підмайстра
До утворення цехової системи у ремісництві підмайстрів не було. Майстри мали тільки учнів. Діяльність цехів здійснювалася спочатку на основі власних статутів, а згодом затверджувалась владою міста. У цих статутах були затверджені умови набуття статусу підмайстрів, їх умови праці та оплати, переходу до статусу майстра та інші. Статути могли мати відмінності, але основні положення були загальними.
Набути статус підмайстра могли тільки учні майстра, яких він допустив до роботи, якою займався. Час перебування у статусі тривав принаймні декілька років і залежав від виду ремесла. Для отримання статусу підмайстра, учень мав перед представниками цеху продемонструвати навички майстерності. Цю процедуру інколи називали «визволення». Вона підтверджувалася документом за підписами цехмістрів цеху, який засвідчував час навчання та фах нового підмайстра. Отримання статусу могло супроводжуватися внесенням грошей у цехову казну та частуванням. Підмайстер, на відміну від учня, вже отримував платню від майстра. Змінювалися його права, умови життя та праці, він також міг отримати прізвище. У деяких цехах підмайстер отримати свої повні права міг тільки після перебування у статусі, одна з назв якого була «робленець». У цей час він отримував неповну платню.

## Перебування в статусі
Підмайстер не вважався членом цехового братства, тому не мав права відкривати свою майстерню. Після визволення він мав щонайменше три роки відпрацювати в майстра. Майстер засвідчував його документом. Коли підмайстер уже міг виготовляти товари належної якості, то отримував дозвіл на їх продаж.
У багатьох цехах було прийнято, щоб підмайстер для удосконалення своєї майстерності, здійснював мандрівку. Під час неї відвідував цехи такого профілю в інших містах. Керівники цехів направляли його на певний термін до одного з майстрів. Після його закінчення підмайстру видавався документ про його роботу та поведінку в цеху. Це сприяло розповсюдженню різних методів роботи.

## Перехід до статусу майстра
Отримати статус майстра підмайстер міг тільки після визначеного терміну (щонайменше три роки) та набуття відповідної майстерності. Для переходу у вищий статус підмайстер повинен був продемонструвати свою кваліфікацію для виконання всіх фаз виробничого процесу, мати кошти для придбання, знарядь та засобів виробництва, показати знання цехових традицій та норм поведінки. Обов'язковим було самостійне виготовлення виробу («шедевру»), який виготовлявся за стандартами і нормативами цеху. Обов'язковим було документальне підтвердження дотримання ним норм і правил протягом усього періоду учнівства і підмайстерства..
Посвячення у майстри відбувалось, здебільшого, у рідному місті й цеху, до якого підмайстер повертався після мандрівки. Підмайстер представляв свідоцтво, отримані під час мандрів, «шедевр», сплачував установлену суму грошей та влаштовував частування всіх майстрів цеху